# Pleurosorus nevadensis
Pleurosorus nevadensis là một loài dương xỉ trong họ Aspleniaceae. Loài này được Salvo mô tả khoa học đầu tiên năm 1979.
Danh pháp khoa học của loài này chưa được làm sáng tỏ. 